# Letaba (fiume)
Il Letaba è un fiume del Sudafrica, affluente del Olifants River (Limpopo), a propria volta affluente del Limpopo.